# Cerkev svete Margarete, Jaromerice
Župnijska cerkev svete Margarete je cerkev rimskokatoliške župnije Jaroměřice nad Rokytnou v okrožju Třebíč. Skupaj z baročnim gradom stoji nad mestom. Od 1. januarja 2002 je zaščitena kot spomenik državnega pomena.

## Stara cerkev
Pred sedanjo cerkvijo svete Margarete je bila tu cerkev že mnogo prej – približno 400 let, leta 1737 pa je v glavnem dobila sedanjo obliko. Ustanovitelj, slog in spreminjanje prvotne notranjosti cerkve niso znani. Od sredine 16. stoletja se je ohranilo poročilo samo o dokončanju gradnje stolpa. 
Stara cerkev je bila uničena v velikem požaru 2. julija 1631. Ogenj je poleg cerkve uničil tudi 30 hiš, grad in mestno hišo. Od cerkve ni ostalo skoraj nič in je le počasi oživela. Čudežno so ostali lokalna kmetijska šola, sirotišnica in skedenj na trgu Kobyl. Ohranjena je bila le knjiga sirot, v kateri piše, da je bil končan kvadratni zvonik z obzidjem in vogalnimi stolpi, zgrajen leta 1562 pod Benešem Vlachom.
V Jaromericah so bili v tem obdobju trije veliki požari in ogenj je zajel tudi cerkev svete Margarete. Do leta 1641 je bil zgrajen pokrit prostor, večinoma za pastorja Martina Rehorja Stariča. Leta 1681 je bila cerkev na novo pokrita in naslednje leto tlakovana. Novi dekan L. B. Stiller je leta 1689 dodal prižnico (naredil jo je Jan Joachim Litzendorf iz Avstrije), njegov naslednik, dekan P. Fr. Polach, jo je dal pozlatiti leta 1698. O zunanji obliki cerkve ni podrobnih informacij, razen podobe gradu v galeriji slik, ki prikazujejo Jaromerice pred veliko baročno preobrazbo.

## Nova cerkev

### Patron in ustvarjalci
Župnijsko cerkev svete Margarete je zgradil grof Jan Adam Questenberk, zaščitnik cerkve in imetnik posestva Jaromerice. Bogastvo je podedoval po svojem očetu Janu Antoninu (1633–1684), slednji pa po svojem očetu Gerhardu Questenberku, ki je posestvo kupil po bitki na Beli gori, ko je bilo sicer zaplenjeno. Jan Adam Questenberk je bil razsvetljen in velik popotnik, obnovil je prvotni renesančni dvorec in zgradil novo cerkev. Župnijska cerkev svete Margarete je bila posvečena leta 1738 in je postala nekakšna grajska kapela.
Kdo je oblikoval cerkev svete Margarete, ni povsem jasno. Alois Plichta je menil, da jo je oblikoval Johann Lucal Hildebrandt, raziskovalec Jaroslav Sedlar pa, da jo je oblikoval Jakub Prandtauer.  Zanimivo je, da je ohranil prvotno zasnovo cerkve, a je sedanja podoba nekoliko drugačna. "Tempelj je postal žrtev finančne zadrege," pravi zgodovinar Vladimir Helfert.
Na zahodni strani je široka fasada, ki povezuje dva diagonalno zgrajena stolpa. Severni zvonik je bil zgrajen že leta 1732, vendar je leta 1773 njegov zgornji del propadel. Stolp je bil obnovljen in vrnjen v prvotno stanje leta 1782, ko sta bila dokončana cerkev in južni stolp, ki je bil znižan le v prvem nadstropju.

### Notranjost
Tloris ladje ima obliko elipse z osjo dolžine 20,2 m, usmerjene od zahoda proti vzhodu. V notranjosti je osem masivnih stebrov, ločenih med seboj s tankimi stenami, ki ustvarjajo šest kvadratnih niš, od katerih sta dve na krajši, 14,8 metra dolgi, osi, in dajejo prostor velikim stranskim oltarjem. Stebri in obokani pasovi nosijo tambur, zaključen z vencem, katerega zgornja meja je 19,8 metra nad tlemi. Nad tamburjevo steno se dviga do 27 m visoka kupola. Na njej je osmerokotna lanterna z božjim očesom s premerom 1,2 metra. Največja višina je 44 m nad tlemi.
Ladja ima sedem oltarjev. Na prvem od velikih stranskih oltarjev je slika o skrivnosti svete Trojice. Na nasprotni strani je oltar s sliko, ki predstavlja brezmadežno spočetja device Marije. Na evangelijski strani je oltar Karla Boromejskega z relikvijo svetega Vincenca v stekleni skrinji, s podobo svetega Cirila in Metoda, zadaj je manjši oltar, posvečen svetemu Janezu Nepomuku. Na epistolni strani je sprednji stranski oltar s podobo Marije rožnega venca in majhno sliko svetega Filipa Nerija. V stekleni skrinji na oltarju so relikvije svete Reparate, mučenice. Na drugi strani oltarja z brezmadežnim spočetjem device Marije je oltar posvečen Tomaševi Materi božji z ostanki in sliko svetega Sarkandra. Sedmi oltar na prezbiterijskem stebru je najmanjši od vseh. Prižnica na nasprotnem stebru je verjetno ostanek prvotne cerkve. Na levi strani dvorane je velik oltar svete Ane.
Glavni oltar slikarja Franza Antona Findta iz Znojma prikazuje Stvarjenje luči. V oboku kora, ki ga je poslikal Findt, stoji lik svete Margarete, obdane z angeli, na njeni glavi počiva lovorjev venec kot znak zmage nad smrtjo in sprejema v nebesa.
Freske osrednjega templja na območju za slavolokom je izdelal Karel František Tepper. 
Za okrasje cerkve je poskrbel dunajski umetnik, umetniški svetovalec Karla VI. in plemstva, Konrad Adolf von Albrecht. Okoli leta 1728 je razvil obsežen program za okrasitev cerkve, zato je splošna zasnova poenotena in tematsko uravnotežena. Barve in skulpture se dopolnjujejo in se postopoma povečujejo.
Oratorij je bil samo za gospodo in zelo lepo urejen. Oratorij na epistolni strani je Jan Adam Questenberk rezerviral zase in svojo družino. Uporabljal se je kot kapela.
S kora se po stopnicah pride v galerijo nad hodnikom v pritličju, ki se nadaljuje v dve empori.

### Zvonik
Cerkev svete Margarete ima dva stolpa. V primerjavi z osnovnim projektom nista simetrična. Medtem ko severni stolp sovpada s sprednjim robom dvorane, je južni stolp od stene dvorane oddaljen več kot 5 m in združen s posebno steno.
Drugače sta stolpa enaka, skoraj kvadratne oblike, več kot 40 m visoka in dvonadstropna. V severnem stolpu, ki je le redko odprt za javnost, so zvonovi. Njegova kupola je iz leta 1773.